# Zarzuela
A zarzuela zenés, népi spanyol színpadi mű, drámai daljáték prózai betétekkel.

## Nevének eredete
Nevét a madridi Palacio de la Zarzuela (Zarzuela Palota) királyi rezidenciáról kapta, ahol a 17. század közepén először játszottak ilyen típusú színműveket. A zarzuela szó önmagában a preromán eredetű zarza (régebben sarza), ’szeder’ szó származéka (valószínűleg azért nevezték el így a helyet, mert sok szeder termett).

## Története
A korai zarzuelák Antonio de Literes és Calderón de la Barca munkásságához kötődnek. A 18. század Spanyolországában a zenei életet az olasz stílus és az olasz művészek dominálták, így a zarzuela is átalakult, hogy az olasz divatnak megfeleljen, noha továbbra is spanyol nyelven íródott. Az 1800-as évek közepén hazafias zeneszerzők egy csoportja, élükön Francisco Barbierivel és Joaquín Gaztambidével újjáélesztették a zarzuelát, ebben a műfajban látva a szakadási lehetőséget az olasz és francia hegemóniától a zenei életben. Az 1868-as forradalmat követően alakult ki az egyfelvonásos (és ugyanakkor olcsóbb, tekintve a megroggyant gazdasági helyzetet) género chico zarzuela típus, ellentétben a hosszabb, három-négyfelvonásos género grandével. Ezen zarzuelák ötvözték az operák áriáját, a népszerű népi dalokkal, valamint a magas nívójú drámai recitatívókat a komikus helyzetjelenetekkel. A legtöbb zarzuelát a 19-20. század fordulóján írták, népszerűségük a spanyol polgárháború idején esett vissza. Az utolsó zarzuelákat az 1950-es években írták. Az 1970-es években került ismét az érdeklődés központjába, elsősorban zenéje miatt.

## A műfaj híres zeneszerzői
- Francisco Alonso
- Emilio Arrieta
- Francisco Asenjo Barbieri
- Tomás Bretón
- Ramón Carnicer
- Ruperto Chapí
- Federico Chueca
- Joaquín Gaztambide
- Gerónimo Giménez
- Jacinto Guerrero
- Jesús Guridi
- Ernesto Lecuona
- Antonio de Literes
- Pablo Luna
- Miguel Marqués
- Rafael Millán
- Rodrigo Prats
- Daniel Alomía Robles
- Gonzalo Roig
- Federico Moreno Torroba
- Emilio Serrano
- Pablo Sorozábal
- Reveriano Soutullo
- Joaquín Valverde
- Juan Vert
- Amadeo Vives